# Nad Ryžovnou
Der Nad Ryžovnou (deutsch: Wagnerberg; auch Seifener Berg genannt) ist mit 1054 m n.m. der fünfthöchste Berg im Erzgebirge. Er liegt auf dem Gebiet der höchstgelegenen Stadt Mitteleuropas Boží Dar (deutsch: Gottesgab) in der Region Karlsbad in Tschechien.

## Lage und Umgebung
Der Nad Ryžovnou befindet sich etwa 0,5 km südöstlich der Siedlung Ryžovna (deutsch: Seifen). Er erhebt sich 79 Meter über dem umgebenden Gelände. Fast der gesamte Berg war ursprünglich mit Fichtenwald bedeckt, jedoch bei einem Unwetter am 29. Juli 2005 riss ein Tornado zahlreiche Bäume um. Seitdem gibt es eine große Lichtung im westlichen Teil des oberen Plateaus. Sie ermöglicht eine gute Aussicht insbesondere nach Westen. Die Spitze selbst ist durch einen trigonometrischen Punkt markiert. Zusätzlich zum Hauptgipfel gibt es zwei Nebengipfel. Der südwestliche liegt in einem ehemaligen Militärgebiet. Dort befinden sich in einem Naturschutzgebiet noch einige Überreste von militärischen Einrichtungen und der ehemalige Steinbruch Hřebečná.